# Adi Shamir
Adi Shamir, född 1952 i Tel Aviv, Israel, är kryptograf och tillsammans med Ron Rivest och Len Adleman mest känd som en av skaparna av krypteringsalgoritmen RSA (S:et i RSA står för Shamir), men har också gett åtskilliga andra bidrag till utvecklingen inom kryptografi och datavetenskap. År 2002 tilldelades han turingpriset tillsammans med Rivest och Adleman, för sina insatser rörande RSA.
Shamir tog bachelor-examen i matematik vid universitetet i Tel Aviv 1973, och M.sc och Ph.D i datavetenskap vid Weizmanninstitutet i Rehovot 1975 respektive 1977. Han forskade 1977–1980 i USA vid MIT, men återvände sedan till Israel och blev medlem vid fakulteten för matematik och datavetenskap vid Weizmanninstitutet. År 2006 blev han gästprofessor vid École normale supérieure i Paris.
Shamirs forskningsinsatser inom kryptografin inkluderar metoder för att fördela hemlig information på många deltagare ("secret sharing"), knäckandet av krypteringsalgoritmen Merkle-Hellman, kryptering av bildinformation, metoder för faktorisering av stora tal, och matematisk komplexitetsteori.